# Суркова Тетяна Миколаївна
Суркова Тетяна Миколаївна (1 січня 1953, Гульча, Алайський район, Ошська область, Киргизька РСР, СРСР) — українська художниця, майстриня декоративно-ужиткового мистецтва (декоративний розпис, писанкарство), педагог. Відмінник освіти України (1995). Засновниця і керівниця авторської студії «Батик». Член Національної спілки майстрів народного мистецтва України (2004).

## Біографія
Тетяна Миколаївна Суркова народилася 1 січня 1953 року в Киргизії в родині прикордонника. Військова служба батька спонукала до частих переїздів і знайомства з новими місцями. Дитинство Тетяна Суркова провела в Казахстані, де мала особливі враження від незвичайної природи — голі степи та скелі. Певний час сім'я жила на заставі, яка знаходилася між двох ущелин (Джунгарська брама)
Закінчила Харківське державне художнє училище (1976) та філологічний факультет Сумського державного педагогічного інституту імені А. С. Макаренка (1988).
З 1978 року Тетяна Миколаївна стає викладачем спеціальних дисциплін новоствореної Сумської дитячої художньої школи. Вихованці майстрині беруть активну участь у різноманітних художніх виставках, займають призові місця на обласних, всеукраїнських та міжнародних конкурсах дитячої творчості.
У 1997—2010 рр. Т. М. Суркова працювала у Сумському Палаці дітей та юнацтва, де 1997 року створила студію батика.
Учасниця міських, обласних, всеукраїнських виставок народного і декоративно-ужиткового мистецтва.
В лютому 2019 року у відділі мистецтв Сумської обласної наукової бібліотеки відбулася персональна виставка творчих робіт Тетяни Суркової «Вибране» (декоративний розпис та народна картинка).
Кращі роботи майстрині зберігаються у Сумському обласному художньому музеї ім. Никанора Онацького, у приватних колекціях Німеччини, США, Польщі.
Лауреатка стипендії Сумської обласної державної адміністрації (2021).

## Творчість
У власних роботах майстриня творчо використовує традиції народного декоративного живопису, створює декоративні композиції в жанрі народної картини.
Тетяна Миколаївна Суркова активна учасниця Клубу писанкарів, який з 1994 року працює при Сумському обласному осередку Національної спілки майстрів народного мистецтва України. Роботи майстрині вирізняються вишуканим смаком і складними композиціями. Більшість творів художниці оздоблені лише їй притаманними узорами.

## Авторська студія «Батик»
Тетяна Суркова — організаторка і незмінна керівниця єдиної в Сумах авторської студії «Батик». Першими вивчати розпис по тканині в техниці батик почали юні вихованці Сумського Палацу дітей та юнацтва в 1997 році. Гарною практикою для студійців стали щорічні підсумкові виставки, які традиційно проводяться на початку літа у відділі мистецтв Сумської обласної наукової бібліотеки. В них брали участь майстри батика та представники споріднених студій з Харкова та Києва.
З 2010 року в студії почали навчатися дорослі художники-аматори — люди різного віку і професій, об'єднані любов'ю до мистецтва.
Роботи студійців регулярно експонуються в Сумській міській галереї, проводяться персональні виставки.